# ブローニュ＝シュル＝メール
ブローニュ＝シュル＝メール（Boulogne-sur-Mer (フランス語: [bulɔɲ syʁ mɛʁ] ( 音声ファイル); オランダ語: Bonen; ラテン語: Gesoriacum)）は、フランス北部に形成された、ドーバー海峡に面した都市である。オー＝ド＝フランス地域圏パ＝ド＝カレー県に属する。ここでは、ビュー・ブローニュと呼ばれるチーズが生産されていることで知られている。

## 名称
ブローニュの名前が最初に文献に登場するのは、ローマ帝国の"Bononia"であり、ケルト語で「設立、居住、城」などを意味する"bona"の派生語である。イタリアのボローニャも同じ派生語に由来する。

## 歴史
- 1805年 - ナポレオン・ボナパルトがイギリス上陸を目指して大軍を集結させた。
- 1905年8月 - 最初の世界エスペラント大会が開催された。(→ブローニュ宣言)
- 1940年5月 - ナチス・ドイツのフランス侵攻においてドイツ軍に占領される。ダンケルクの戦いも参照。

## 姉妹都市
- Folkestone（イギリス）
- ツヴァイブリュッケン（ドイツ連邦共和国）
- コンスタンツァ（ルーマニア）

## 関係者
出身有名人
- オギュスト・マリエット（エジプト考古学者）
- コーラ・パール（クルチザンヌ） - 少女期に対岸英国プリマスから居住滞在。
- クレール・ルカ（柔道家）
- ジャン＝ピエール・パパン（サッカー選手）
- フランク・リベリー（サッカー選手）

ゆかりある人物
- イザベラ・オブ・フランス（フランス王フィリップ4世の娘、イングランド王エドワード2世妃）- この地でエドワード2世と成婚した。百年戦争の端緒となったエドワード3世の母親。
- シャルル＝ルイ・アノン（作曲家、ピアノ教師） - ピアノ練習曲『60の練習曲によるヴィルトゥオーゾ・ピアニスト』が有名。ダンケルク近郊生まれで、この地で没する。
- ジョン・マクレイ[1]　- 『フランダースの野に（英語版）』の作者として知られる詩人・医師・軍人、死没地となった。